# 2017-es WEC Spái 6 órás verseny
| Pályarajz | Pályarajz               | Pályarajz                                          |
| --------- | ----------------------- | -------------------------------------------------- |
|           |                         |                                                    |
| Győztesek |                         |                                                    |
| Kategória | Csapat                  | Versenyzők                                         |
| LMP1      | #8 Toyota Gazoo Racing  | Anthony Davidson Sébastien Buemi Nakadzsima Kazuki |
| LMP2      | #26 G-Drive Racing      | Roman Ruszinov Pierre Thiriet Alex Lynn            |
| LMGTE Pro | #71 AF Corse            | Davide Rigon Sam Bird                              |
| LMGTE Am  | #98 Aston Martin Racing | Paul Dalla Lana Pedro Lamy Mathias Lauda           |

A 2017-es WEC Spái 6 órás verseny a Hosszútávú-világbajnokság 2017-es szezonjának második futama volt, amelyet május 4. és május 6. között tartottak meg. A fordulót Anthony Davidson, Sébastien Buemi és Nakadzsima Kazuki triója nyerte meg, akik a hibridhajtású Toyota Gazoo Racing csapatának versenyautóját vezették.

## Időmérő
A kategóriák leggyorsabb versenyzői vastaggal vannak kiemelve.
| Poz. | Kategória | Csapat                        | Átlagidő   | Különbség | Rajthely |
| ---- | --------- | ----------------------------- | ---------- | --------- | -------- |
| 1.   | LMP1      | #1 Porsche LMP Team           | 1:54,097   | —         | 1        |
| 2.   | LMP1      | #7 Toyota Gazoo Racing        | 1:54,693   | +0,596    | 2        |
| 3.   | LMP1      | #9 Toyota Gazoo Racing        | 1:54,701   | +0,604    | 3        |
| 4.   | LMP1      | #8 Toyota Gazoo Racing        | 1:54,907   | +0,810    | 4        |
| 5.   | LMP1      | #2 Porsche LMP Team           | 1:55,440   | +1,343    | 5        |
| 6.   | LMP2      | #26 G-Drive Racing            | 2:02,601   | +8,504    | 6        |
| 7.   | LMP2      | #36 Signatech Alpine Matmut   | 2:02,624   | +8,527    | 7        |
| 8.   | LMP2      | #35 Signatech Alpine Matmut   | 2:02,629   | +8,532    | 8        |
| 9.   | LMP2      | #24 CEFC Manor TRS Racing     | 2:02,632   | +8,535    | 9        |
| 10.  | LMP2      | #13 Vaillante Rebellion       | 2:03,619   | +9,522    | 10       |
| 11.  | LMP1      | #4 ByKolles Racing Team       | 2:03,827   | +9,730    | 11       |
| 12.  | LMP2      | #34 Tockwith Motorsports      | 2:04,176   | +10,079   | 12       |
| 13.  | LMP2      | #28 TDS Racing                | 2:05,058   | +10,961   | 13       |
| 14.  | LMP2      | #37 Jackie Chan DC Racing     | 2:05,421   | +11,324   | 14       |
| 15.  | LMP2      | #31 Vaillante Rebellion       | 2:05,614   | +11,517   | 15       |
| 16.  | LMP2      | #38 Jackie Chan DC Racing     | 2:14,220   | +20,123   | 16       |
| 17.  | LMGTE Pro | #71 AF Corse                  | 2:15,017   | +20,920   | 17       |
| 18.  | LMGTE Pro | #66 Ford Chip Ganassi Team UK | 2:15,418   | +21,321   | 18       |
| 19.  | LMGTE Pro | #67 Ford Chip Ganassi Team UK | 2:15,565   | +21,468   | 19       |
| 20.  | LMGTE Pro | #51 AF Corse                  | 2:15,765   | +21,668   | 20       |
| 21.  | LMGTE Pro | #91 Porsche GT Team           | 2:16,862   | +22,765   | 21       |
| 22.  | LMGTE Pro | #92 Porsche GT Team           | 2:17,010   | +22,913   | 22       |
| 23.  | LMGTE Pro | #95 Aston Martin Racing       | 2:17,156   | +23,059   | 23       |
| 24.  | LMGTE Pro | #97 Aston Martin Racing       | 2:17,640   | +23,543   | 24       |
| 25.  | LMGTE Am  | #98 Aston Martin Racing       | 2:18,659   | +24,562   | 25       |
| 26.  | LMGTE Am  | #77 Dempsey-Proton Racing     | 2:19,065   | +24,968   | 26       |
| 27.  | LMGTE Am  | #54 Spirit of Race            | 2:19,658   | +25,561   | 27       |
| 28.  | LMGTE Am  | #61 Clearwater Racing         | 2:20,915   | +26,818   | 28       |
| 29.  | LMGTE Am  | #86 Gulf Racing               | 2:22,120   | +28,023   | 29       |
| 30.  | LMP2      | #25 CEFC Manor TRS Racing     | idő nélkül | —         | 30       |

## Verseny
A résztvevőknek legalább a versenytáv 70%-át (122 kört) teljesíteniük kellett ahhoz, hogy az elért eredményüket értékeljék. A kategóriák leggyorsabb versenyzői vastaggal vannak kiemelve.
| Helyezés | Kategória | #  | Csapat                    | Versenyzők                                                | Kasztni                       | Gumi | Kör | Idő/Hátrány/Kiesés |
| Helyezés | Kategória | #  | Csapat                    | Versenyzők                                                | Motor                         | Gumi | Kör | Idő/Hátrány/Kiesés |
| -------- | --------- | -- | ------------------------- | --------------------------------------------------------- | ----------------------------- | ---- | --- | ------------------ |
| 1.       | LMP1      | 8  | Toyota Gazoo Racing       | Anthony Davidson Sébastien Buemi Nakadzsima Kazuki        | Toyota TS050 Hybrid           | M    | 173 | 06:00:11,490       |
| 1.       | LMP1      | 8  | Toyota Gazoo Racing       | Anthony Davidson Sébastien Buemi Nakadzsima Kazuki        | Toyota 2.4 L Turbo V6         | M    | 173 | 06:00:11,490       |
| 2.       | LMP1      | 7  | Toyota Gazoo Racing       | Mike Conway Kobajasi Kamui                                | Toyota TS050 Hybrid           | M    | 173 | +1,992             |
| 2.       | LMP1      | 7  | Toyota Gazoo Racing       | Mike Conway Kobajasi Kamui                                | Toyota 2.4 L Turbo V6         | M    | 173 | +1,992             |
| 3.       | LMP1      | 2  | Porsche LMP Team          | Timo Bernhard Earl Bamber Brendon Hartley                 | Porsche 919 Hybrid            | M    | 173 | +35,283            |
| 3.       | LMP1      | 2  | Porsche LMP Team          | Timo Bernhard Earl Bamber Brendon Hartley                 | Porsche 2.0 L Turbo V4        | M    | 173 | +35,283            |
| 4.       | LMP1      | 1  | Porsche LMP Team          | Neel Jani Nick Tandy André Lotterer                       | Porsche 919 Hybrid            | M    | 173 | +1:25,438          |
| 4.       | LMP1      | 1  | Porsche LMP Team          | Neel Jani Nick Tandy André Lotterer                       | Porsche 2.0 L Turbo V4        | M    | 173 | +1:25,438          |
| 5.       | LMP1      | 9  | Toyota Gazoo Racing       | Stéphane Sarrazin Kunimoto Júdzsi Nicolas Lapierre        | Toyota TS050 Hybrid           | M    | 171 | +2 kör             |
| 5.       | LMP1      | 9  | Toyota Gazoo Racing       | Stéphane Sarrazin Kunimoto Júdzsi Nicolas Lapierre        | Toyota 2.4 L Turbo V6         | M    | 171 | +2 kör             |
| 6        | LMP1      | 4  | ByKolles Racing Team      | Oliver Webb Dominik Kraihamer James Rossiter              | ENSO CLM P1/01                | M    | 161 | +12 kör            |
| 6        | LMP1      | 4  | ByKolles Racing Team      | Oliver Webb Dominik Kraihamer James Rossiter              | Nismo VRX30A 3.0 L Turbo V6   | M    | 161 | +12 kör            |
| 7.       | LMP2      | 26 | G-Drive Racing            | Roman Ruszinov Pierre Thiriet Alex Lynn                   | Oreca 07                      | D    | 160 | +13 kör            |
| 7.       | LMP2      | 26 | G-Drive Racing            | Roman Ruszinov Pierre Thiriet Alex Lynn                   | Gibson GK428 4.2 L V8         | D    | 160 | +13 kör            |
| 8.       | LMP2      | 31 | Vaillante Rebellion       | Julien Canal Nicolas Prost Bruno Senna                    | Oreca 07                      | D    | 160 | +13 kör            |
| 8.       | LMP2      | 31 | Vaillante Rebellion       | Julien Canal Nicolas Prost Bruno Senna                    | Gibson GK428 4.2 L V8         | D    | 160 | +13 kör            |
| 9.       | LMP2      | 38 | Jackie Chan DC Racing     | Ho-Pin Tung Oliver Jarvis Thomas Laurent                  | Oreca 07                      | D    | 160 | +13 kör            |
| 9.       | LMP2      | 38 | Jackie Chan DC Racing     | Ho-Pin Tung Oliver Jarvis Thomas Laurent                  | Gibson GK428 4.2 L V8         | D    | 160 | +13 kör            |
| 10.      | LMP2      | 13 | Vaillante Rebellion       | Mathias Beche David Heinemeier Hansson Nelson Piquet, Jr. | Oreca 07                      | D    | 159 | +14 kör            |
| 10.      | LMP2      | 13 | Vaillante Rebellion       | Mathias Beche David Heinemeier Hansson Nelson Piquet, Jr. | Gibson GK428 4.2 L V8         | D    | 159 | +14 kör            |
| 11.      | LMP2      | 36 | Signatech Alpine Matmut   | Romain Dumas Gustavo Menezes Matt Rao                     | Alpine A470                   | D    | 159 | +14 kör            |
| 11.      | LMP2      | 36 | Signatech Alpine Matmut   | Romain Dumas Gustavo Menezes Matt Rao                     | Gibson GK428 4.2 L V8         | D    | 159 | +14 kör            |
| 12.      | LMP2      | 35 | Signatech Alpine Matmut   | Pierre Ragues André Negrão Nelson Panciatici              | Alpine A470                   | D    | 158 | +15 kör            |
| 12.      | LMP2      | 35 | Signatech Alpine Matmut   | Pierre Ragues André Negrão Nelson Panciatici              | Gibson GK428 4.2 L V8         | D    | 158 | +15 kör            |
| 13.      | LMP2      | 24 | CEFC Manor TRS Racing     | Tor Graves Jonathan Hirschi Jean-Éric Vergne              | Oreca 07                      | D    | 158 | +15 kör            |
| 13.      | LMP2      | 24 | CEFC Manor TRS Racing     | Tor Graves Jonathan Hirschi Jean-Éric Vergne              | Gibson GK428 4.2 L V8         | D    | 158 | +15 kör            |
| 14.      | LMP2      | 25 | CEFC Manor TRS Racing     | Roberto González Simon Trummer Vitalij Petrov             | Oreca 07                      | D    | 158 | +15 kör            |
| 14.      | LMP2      | 25 | CEFC Manor TRS Racing     | Roberto González Simon Trummer Vitalij Petrov             | Gibson GK428 4.2 L V8         | D    | 158 | +15 kör            |
| 15.      | LMP2      | 28 | TDS Racing                | François Perrodo Ben Hanley Emmanuel Collard              | Oreca 07                      | D    | 158 | +15 kör            |
| 15.      | LMP2      | 28 | TDS Racing                | François Perrodo Ben Hanley Emmanuel Collard              | Gibson GK428 4.2 L V8         | D    | 158 | +15 kör            |
| 16.      | LMP2      | 37 | Jackie Chan DC Racing     | David Cheng Alex Brundle Tristan Gommendy                 | Oreca 07                      | D    | 156 | +17 kör            |
| 16.      | LMP2      | 37 | Jackie Chan DC Racing     | David Cheng Alex Brundle Tristan Gommendy                 | Gibson GK428 4.2 L V8         | D    | 156 | +17 kör            |
| 17.      | LMGTE Pro | 71 | AF Corse                  | Davide Rigon Sam Bird                                     | Ferrari 488 GTE               | M    | 151 | +22 kör            |
| 17.      | LMGTE Pro | 71 | AF Corse                  | Davide Rigon Sam Bird                                     | Ferrari F154CB 3.9 L Turbo V8 | M    | 151 | +22 kör            |
| 18.      | LMGTE Pro | 51 | AF Corse                  | James Calado Alessandro Pier Guidi                        | Ferrari 488 GTE               | M    | 150 | +23 kör            |
| 18.      | LMGTE Pro | 51 | AF Corse                  | James Calado Alessandro Pier Guidi                        | Ferrari F154CB 3.9 L Turbo V8 | M    | 150 | +23 kör            |
| 19.      | LMGTE Pro | 66 | Ford Chip Ganassi Team UK | Stefan Mücke Olivier Pla Billy Johnson                    | Ford GT                       | M    | 150 | +23 kör            |
| 19.      | LMGTE Pro | 66 | Ford Chip Ganassi Team UK | Stefan Mücke Olivier Pla Billy Johnson                    | Ford EcoBoost 3.5 L Turbo V6  | M    | 150 | +23 kör            |
| 20.      | LMGTE Pro | 67 | Ford Chip Ganassi Team UK | Andy Priaulx Harry Tincknell Pipo Derani                  | Ford GT                       | M    | 150 | +23 kör            |
| 20.      | LMGTE Pro | 67 | Ford Chip Ganassi Team UK | Andy Priaulx Harry Tincknell Pipo Derani                  | Ford EcoBoost 3.5 L Turbo V6  | M    | 150 | +23 kör            |
| 21.      | LMGTE Pro | 91 | Porsche GT Team           | Richard Lietz Frédéric Makowiecki                         | Porsche 911 RSR               | M    | 149 | +24 kör            |
| 21.      | LMGTE Pro | 91 | Porsche GT Team           | Richard Lietz Frédéric Makowiecki                         | Porsche 4.0 L Flat-6          | M    | 149 | +24 kör            |
| 22.      | LMGTE Pro | 92 | Porsche GT Team           | Michael Christensen Kévin Estre                           | Porsche 911 RSR               | M    | 149 | +24 kör            |
| 22.      | LMGTE Pro | 92 | Porsche GT Team           | Michael Christensen Kévin Estre                           | Porsche 4.0 L Flat-6          | M    | 149 | +24 kör            |
| 23.      | LMGTE Pro | 97 | Aston Martin Racing       | Darren Turner Jonathan Adam Daniel Serra                  | Aston Martin Vantage GTE      | D    | 148 | +25 kör            |
| 23.      | LMGTE Pro | 97 | Aston Martin Racing       | Darren Turner Jonathan Adam Daniel Serra                  | Aston Martin 4.5 L V8         | D    | 148 | +25 kör            |
| 24.      | LMGTE Pro | 95 | Aston Martin Racing       | Nicki Thiim Marco Sørensen Richie Stanaway                | Aston Martin Vantage GTE      | D    | 148 | +25 kör            |
| 24.      | LMGTE Pro | 95 | Aston Martin Racing       | Nicki Thiim Marco Sørensen Richie Stanaway                | Aston Martin 4.5 L V8         | D    | 148 | +25 kör            |
| 25.      | LMGTE Am  | 98 | Aston Martin Racing       | Paul Dalla Lana Pedro Lamy Mathias Lauda                  | Aston Martin Vantage GTE      | D    | 146 | +27 kör            |
| 25.      | LMGTE Am  | 98 | Aston Martin Racing       | Paul Dalla Lana Pedro Lamy Mathias Lauda                  | Aston Martin 4.5 L V8         | D    | 146 | +27 kör            |
| 26.      | LMGTE Am  | 77 | Dempsey-Proton Racing     | Christian Ried Matteo Cairoli Marvin Dienst               | Porsche 911 RSR               | D    | 146 | +27 kör            |
| 26.      | LMGTE Am  | 77 | Dempsey-Proton Racing     | Christian Ried Matteo Cairoli Marvin Dienst               | Porsche 4.0 L Flat-6          | D    | 146 | +27 kör            |
| 27.      | LMGTE Am  | 61 | Clearwater Racing         | Weng Sun Mok Sava Kejta Matt Griffin                      | Ferrari 488 GTE               | M    | 145 | +28 kör            |
| 27.      | LMGTE Am  | 61 | Clearwater Racing         | Weng Sun Mok Sava Kejta Matt Griffin                      | Ferrari F154CB 3.9 L Turbo V8 | M    | 145 | +28 kör            |
| 28.      | LMGTE Am  | 54 | Spirit of Race            | Thomas Flohr Francesco Castellacci Miguel Molina          | Ferrari 488 GTE               | M    | 144 | +29 kör            |
| 28.      | LMGTE Am  | 54 | Spirit of Race            | Thomas Flohr Francesco Castellacci Miguel Molina          | Ferrari F154CB 3.9 L Turbo V8 | M    | 144 | +29 kör            |
| Ki       | LMP2      | 34 | Tockwith Motorsports      | Nigel Moore Philip Hanson Karun Chandhok                  | Ligier JS P217                | D    | 151 |                    |
| Ki       | LMP2      | 34 | Tockwith Motorsports      | Nigel Moore Philip Hanson Karun Chandhok                  | Gibson GK428 4.2 L V8         | D    | 151 |                    |
| Ki       | LMGTE Am  | 86 | Gulf Racing               | Michael Wainwright Ben Barker Nick Foster                 | Porsche 911 RSR               | D    | 76  | ütközés            |
| Ki       | LMGTE Am  | 86 | Gulf Racing               | Michael Wainwright Ben Barker Nick Foster                 | Porsche 4.0 L Flat-6          | D    | 76  | ütközés            |

## A világbajnokság állása a versenyt követően
LMP (Teljes táblázat)
| H  | Versenyzők                                         | Pont | H  | Konstruktőrök | Pont |
| -- | -------------------------------------------------- | ---- | -- | ------------- | ---- |
| 1. | Anthony Davidson Sébastien Buemi Nakadzsima Kazuki | 50   | 1. | Toyota        | 69,5 |
| 2. | Timo Bernhard Earl Bamber Brendon Hartley          | 33   | 2. | Porsche       | 61   |
| 3. | Neel Jani Nick Tandy André Lotterer                | 28   | 3. | '             |      |
| 4. | Mike Conway Kobajasi Kamui                         | 19,5 |    |               |      |
| 5. | Ho-Pin Tung Oliver Jarvis Thomas Laurent           | 16   |    |               |      |

GT (Teljes táblázat)
| H  | Versenyzők                               | Pont | H  | Konstruktőrök | Pont |
| -- | ---------------------------------------- | ---- | -- | ------------- | ---- |
| 1. | Andy Priaulx Harry Tincknell Pipo Derani | 38   | 1. | Ferrari       | 72   |
| 2. | Davide Rigon Sam Bird                    | 36   | 2. | Ford          | 65   |
| 3. | James Calado Alessandro Pier Guidi       | 36   | 3. | Porsche       | 34   |
| 4. | Stefan Mücke Olivier Pla Billy Johnson   | 27   | 4. | Aston Martin  | 24   |
| 5. | Richard Lietz Frédéric Makowiecki        | 25   |    |               |      |

LMP2 (Teljes táblázat)
| H  | Versenyzők                               | Pont | H  | Konstruktőrök           | Pont |
| -- | ---------------------------------------- | ---- | -- | ----------------------- | ---- |
| 1. | Ho-Pin Tung Oliver Jarvis Thomas Laurent | 40   | 1. | Jackie Chan DC Racing   | 40   |
| 2. | Roman Ruszinov Pierre Thiriet Alex Lynn  | 37   | 2. | G-Drive Racing          | 37   |
| 3. | Julien Canal Nicolas Prost Bruno Senna   | 36   | 3. | Vaillante Rebellion     | 36   |
| 4. | Gustavo Menezes Matt Rao                 | 22   | 4. | Signatech Alpine Matmut | 22   |
| 5. | François Perrodo Emmanuel Collard        | 17   | 5. | TDS Racing              | 17   |

LMGTE Am (Teljes táblázat)
| H  | Versenyzők                                       | Pont | H  | Konstruktőrök         | Pont |
| -- | ------------------------------------------------ | ---- | -- | --------------------- | ---- |
| 1. | Paul Dalla Lana Pedro Lamy Mathias Lauda         | 45   | 1. | Aston Martin Racing   | 45   |
| 2. | Weng Sun Mok Sava Kejta Matt Griffin             | 40   | 2. | Clearwater Racing     | 40   |
| 3. | Christian Ried Matteo Cairoli Marvin Dienst      | 33   | 3. | Dempsey-Proton Racing | 33   |
| 4. | Michael Wainwright Ben Barker Nick Foster        | 12   | 4. | Gulf Racing           | 12   |
| 5. | Thomas Flohr Francesco Castellacci Miguel Molina | 12   | 5. | Spirit of Race        | 12   |